# Лев Патарский
Лев — святой мученик Патарский. День памяти — 18 февраля.
В Патаре, Ликия, святой Парегор своей мученической кончиной засвидетельствовал верность Христу. Будучи тому свидетелем, святой Лев, старец, отправился в языческий храм Серапия (Serapis) и загасил зажженные свечи. Будучи тотчас схвачен и подвергнут  пыткам, он остался непреклонен. Его обнажённое тело волокли по камням до соседнего потока. Жестокость была так велика, что он умер по дороге, и тело его было брошено в пропасть. Оно было поднято христианами. На лице святого сияла улыбка вечной радости.